# Leptoxyphium fumago
Leptoxyphium fumago är en svampart som först beskrevs av Woron., och fick sitt nu gällande namn av R.C. Srivast. 1982. Leptoxyphium fumago ingår i släktet Leptoxyphium och familjen Capnodiaceae.   Inga underarter finns listade i Catalogue of Life.